# Callyspongia simplex
Callyspongia simplex är en svampdjursart som beskrevs av Burton 1956. Callyspongia simplex ingår i släktet Callyspongia och familjen Callyspongiidae. Inga underarter finns listade i Catalogue of Life.